# Теорема Вика — Блоха — Доминисиса
Теорема Вика — Блоха — Доминисиса —  утверждение о том, что среднее значение произведения операторов рождения и уничтожения частиц в квантовой статистической механике равно сумме всех возможных полных систем спариваний для этого произведения. Была сформулирована и доказана Блохом и Доминисисом в 1958 году .

## Формулировка
Среднее значение произведения операторов рождения и уничтожения {\displaystyle } с гамильтонианом {\displaystyle (1)} равно сумме всех возможных полных систем спариваний этого произведения.

## Пояснения
Пусть имеется система из {\displaystyle N} тождественных частиц и пусть её гамильтониан имеет вид:
{\displaystyle H=\sum E_{f}n_{f},n_{f}=a_{f}^{+}a_{f},E_{f}=E_{f}^{'}-\lambda (1)}.
где {\displaystyle E_{f}^{'}} - энергия частицы в {\displaystyle f} - м состоянии, {\displaystyle \lambda } - химический потенциал. Спариванием двух операторов {\displaystyle A_{1},A_{2}} рождения или уничтожения частиц называется среднее значение произведения этих операторов {\displaystyle {\overline {A_{1}A_{2}}}=\langle A_{1}A_{2}\rangle }. Системой спариваний называется попарная расстановка операторов с соответствующим спариванием. Полной системой спариваний называется система спариваний, после применения которой не остаётся ни одного неспаренного оператора. При этом каждому члену в случае статистики Ферми приписывается знак {\displaystyle (-1)^{P}}, где {\displaystyle P} - перестановка, переводящая исходное произведение операторов в данное.

## Примеры
В случае статистики Ферми среднее значение произведения четырёх операторов рождения и уничтожения частиц равно: {\displaystyle \langle A_{1}A_{2}A_{3}A_{4}\rangle =\langle A_{1}A_{2}\rangle \langle A_{3}A_{4}\rangle -\langle A_{1}A_{3}\rangle \langle A_{2}A_{4}\rangle +\langle A_{1}A_{4}\rangle \langle A_{2}A_{3}\rangle }.
В случае статистики Бозе среднее значение произведения четырёх операторов рождения и уничтожения частиц равно: {\displaystyle \langle A_{1}A_{2}A_{3}A_{4}\rangle =\langle A_{1}A_{2}\rangle \langle A_{3}A_{4}\rangle +\langle A_{1}A_{3}\rangle \langle A_{2}A_{4}\rangle +\langle A_{1}A_{4}\rangle \langle A_{2}A_{3}\rangle }.